# パーコレータ

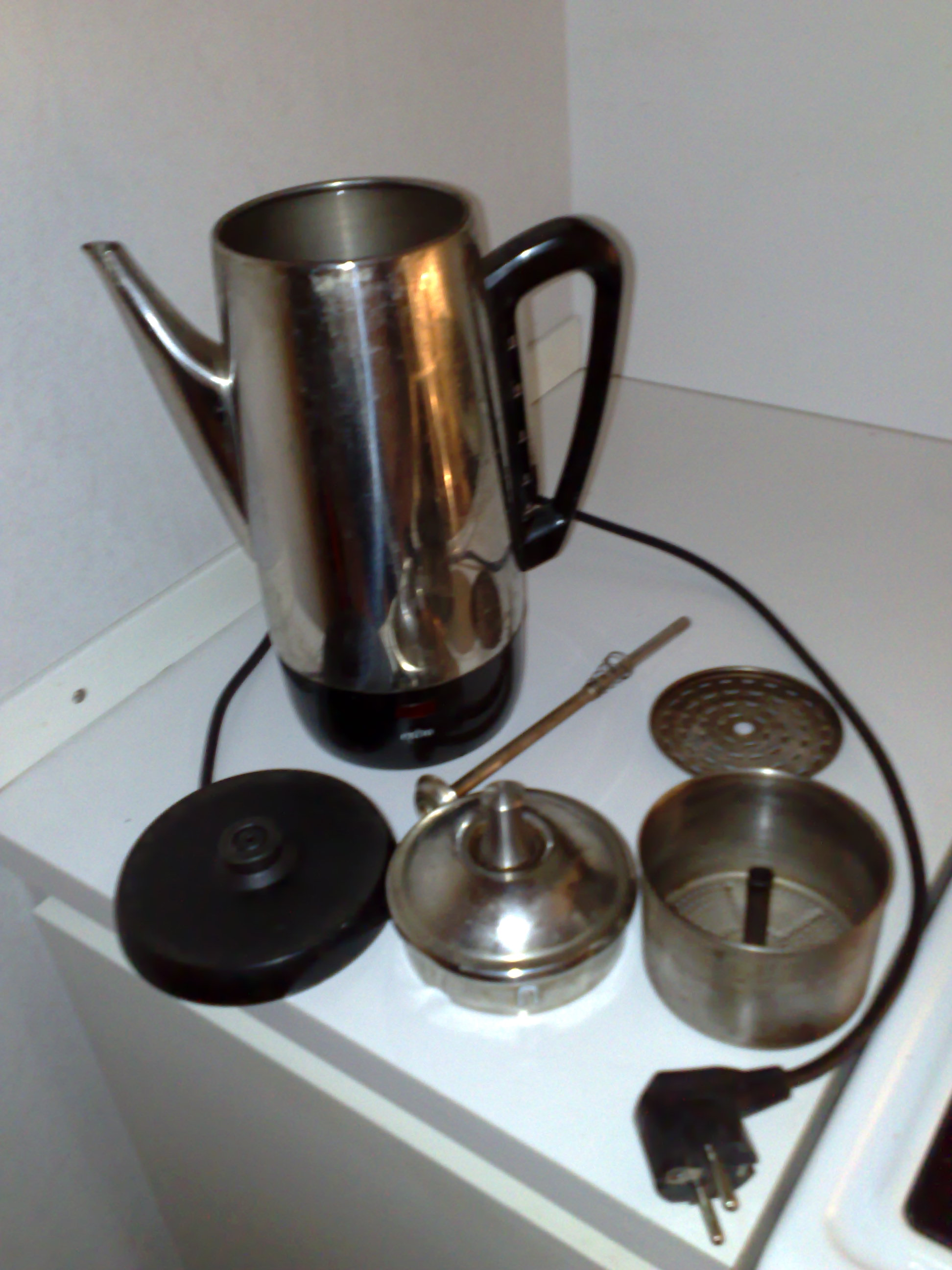
電気式パーコレーター
内部の器具を並べたところ

パーコレータは、コーヒーを抽出する器具の一種。または、この器具を用いたコーヒーの抽出方法のこと。1827年にフランスで考案され、特に西部開拓時代のアメリカで普及した。一見すると普通のポットのようであるが蓋を開けると中には運動会の玉入れに使うような篭が入った構造を持つ。

## 抽出方法
1. 篭の部分に、粗挽きにしたコーヒー豆を入れる。
2. 篭より少し下まで水を入れる。
3. 火にかけて沸騰させる。
4. 蓋にある透明なつまみ部分から見えるコーヒー液の色を見ながら、時間を見計らって火を止めて抽出終了とする。

## 抽出原理

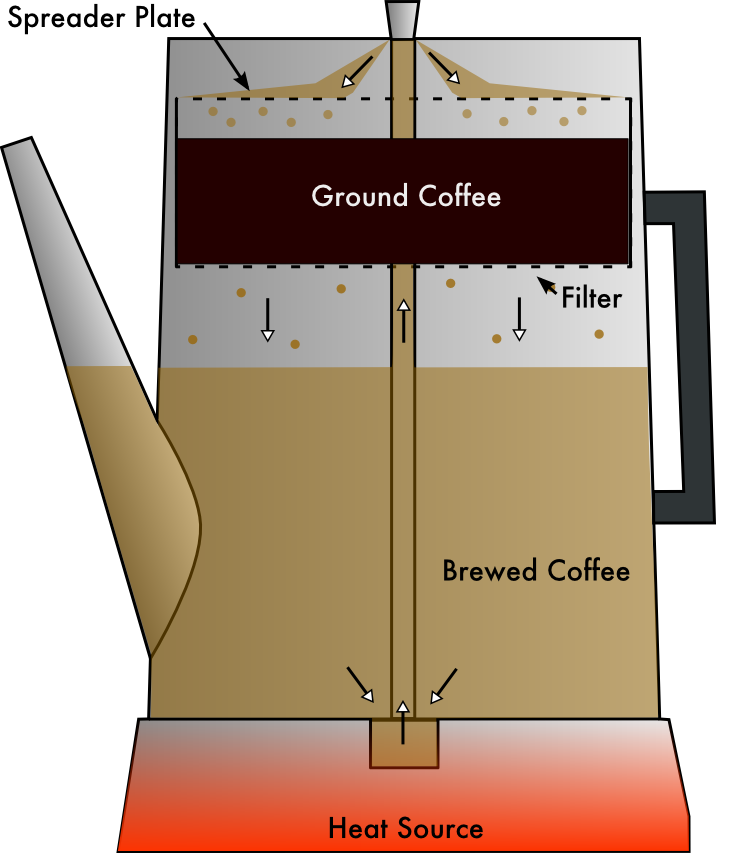
パーコレーターの概念図

支柱部分は足の長い漏斗を逆さまにしたような形をしている。水が沸騰し蒸発すると、篭の下の空間の圧力が上がり水面を押し下げ、支柱の中に貯まっている湯を押し上げる。支柱の中を押し上げられた湯は間欠泉のように上部から噴き出す。その熱湯が篭にあるコーヒー豆に降りかかり抽出が行われる。
粉を通過して抽出されたコーヒー液は下に落ちて、再び下の湯に混ざる。そして再度支柱から吹き上がり篭内の豆にかかる。これを繰り返すことで抽出が進む。また、蓋にあるつまみ部分はガラスやアクリル樹脂など透明プラスチックで出来ていて、パイプから噴き出した熱湯が内側に当たるようになっている。抽出が進むほど蓋に吹きつける湯の色が濃くなってくるので好みの色（濃さ）になった時点で火を止め、篭部分を取り除き通常のポットとして注ぐ。

## 特徴・欠点・用途
他の抽出手段のようにコーヒーフィルターを使わないこと、構造が簡単なため故障が少なく洗浄も楽であることが特徴。ただし覗き窓に吹き上がる湯の色だけで最適な抽出具合を計るにはかなりの経験がいる。薄味から濃い味まで自在に調節出来るのが利点であるが、それは毎回抽出具合が安定しない欠点でもある。また抽出されたコーヒー液が常に直火で加熱されつづけた状態になるため、コーヒーに含まれる成分が酸化して味覚上の劣化が起きるとして、味覚面で低く評価するコーヒー愛好家も見られる。
このような背景から、本格的なコーヒーショップではまず見ることがないが、手軽さと頑丈さからアウトドアでよく使われる。
一度に3〜5人分を作れる500〜700ml程度のサイズが普及している。